# Послания Павла

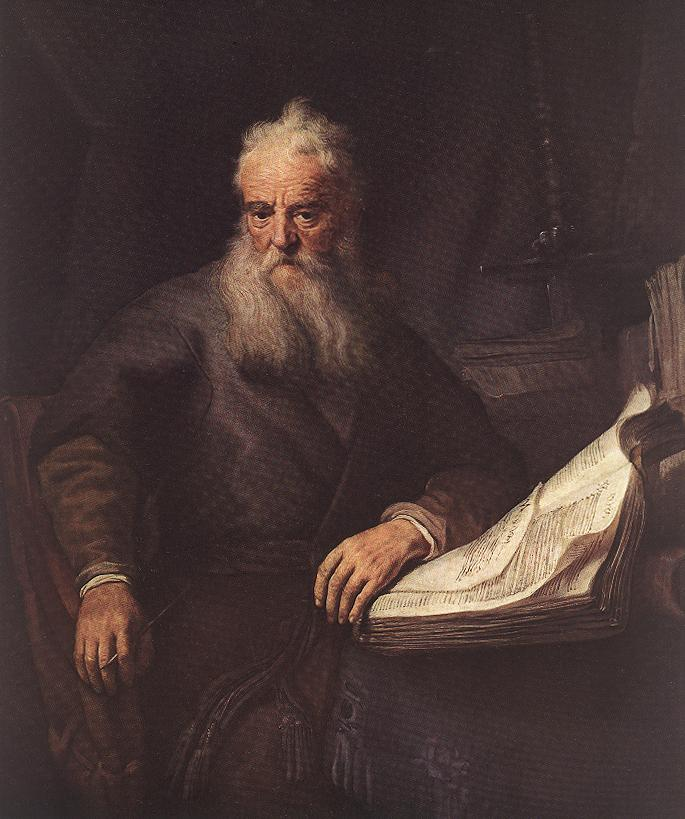
Апостол Павел

Послания святого апостола Павла являются важнейшей частью Нового Завета, предоставляющей сведения о раннем христианстве. Эти тексты лежат в основе христианского богословия и нравственности. В четырнадцати посланиях (или письмах) апостол Павел разъяснил учение Иисуса Христа, подтвердил необходимость совершения Таинства Евхаристии (1Кор. 11:28), опроверг иудеохристианство.     

## Список посланий апостола Павла
Язык всех посланий — греческий.
| Русское название      | Греческое название    | Латинское название              | Сокращение | Сокращение | Сокращение | Время и место написания |
| Русское название      | Греческое название    | Латинское название              | Рус.       | Полн.      | Мин.       | Время и место написания |
| --------------------- | --------------------- | ------------------------------- | ---------- | ---------- | ---------- | --- |
| К Римлянам            | Πρὸς Ῥωμαίους         | Epistula ad Romanos             | Рим        | Rom        | Ro         | 57—58 года, Коринф |
| 1-е к Коринфянам      | Πρὸς Κορινθίους Αʹ    | Epistula I ad Corinthios        | 1Кор       | 1 Cor      | 1C         | 56—57 года, Эфес |
| 2-е к Коринфянам      | Πρὸς Κορινθίους Βʹ    | Epistula II ad Corinthios       | 2Кор       | 2 Cor      | 2C         | 57 год, Эфес |
| К Галатам             | Πρὸς Γαλάτας          | Epistula ad Galatas             | Гал        | Gal        | G          | 54—55 года, Эфес— традиционная хронология; менее вероятно — 57 год из Македонии |
| К Ефесянам            | Πρὸς Ἐφεσίους         | Epistula ad Ephesios            | Еф         | Eph        | E          | 60–е годы в случае авторства апостола Павла; 90–е годы в случае, если письмо псевдонимное (около 80 процентов сторонников критической школы придерживается этого мнения) |
| К Филиппийцам         | Πρὸς Φιλιππησίους     | Epistula ad Philippenses        | Флп        | Phil       | Phi        | Около 56 года (если из Эфеса); или 61—63 годы (если из Рима); или 58—60 годы (если из Кесарии) |
| К Колоссянам          | Πρὸς Κολοσσαεῖς       | Epistula ad Colossenses         | Кол        | Col        | C          | 61–63 годы (или немного позднее), если письмо было написано апостолом Павлом (или Тимофеем, при жизни Павла или сразу после его смерти), место написания — Рим. Если письмо псевдонимное (этого мнения придерживается около 60 % представителей критической школы), имеет смысл говорить о 80–х годах и Эфесе                       |
| 1-е к Фессалоникийцам | Πρὸς Θεσσαλονικεῖς Αʹ | Epistula I ad Thessalonicenses  | 1Фес, 1Сол | 1 Thess    | 1Th        | 50—51 года, Коринф — согласно традиционной хронологии |
| 2-е к Фессалоникийцам | Πρὸς Θεσσαλονικεῖς Βʹ | Epistula II ad Thessalonicenses | 2Фес, 2Сол | 2 Thess    | 2Th        | 51—52 года, вскоре после написания 1 Фес, если письмо принадлежит апостолу Павлу, место написания — Коринф. Если это псевдонимное письмо (этого мнения придерживается около 50 % представителей критической школы), то вероятная дата написания — конец I века                                                                      |
| 1-е к Тимофею         | Πρὸς Τιμόθεον Αʹ      | Epistula I ad Timotheum         | 1Тим       | 1 Tim      | 1T         | Около 65 года, если письмо написано апостолом Павлом. Если оно псевдонимное (от 80 до 90% сторонников критической школы придерживаются этого мнения), то конец I века или (менее вероятно) начало II века. |
| 2-е к Тимофею         | Πρὸς Τιμόθεον Βʹ      | Epistula II ad Timotheum        | 2Тим       | 2 Tim      | 2T         | 64 или 66–67 годы, если письмо написано самим апостолом Павлом или его личным секретарем. Если письмо псевдонимное (этого мнения придерживаются 80–90% сторонников критической школы), то оно было написано в конце 60–х годов, вскоре после смерти Павла, или несколько десятилетий спустя, вероятнее всего, ближе к концу I века. |
| К Титу                | Πρὸς Τίτον            | Epistula ad Titum               | Тит        | Tit        | T          | Около 75 года, если письмо написано апостолом Павлом. Если письмо псевдонимное (80–90% ученых придерживаются этого мнения), то конец I века или (менее вероятно) начало II века. |
| К Филимону            | Πρὸς Φιλήμονα         | Epistula ad Philemonem          | Флм        | Philem     | P          | Около 55 года (если из Эфеса); или 58—60 годы (если из Кесарии); или 61—63 годы (если из Рима) |
| К Евреям              | Πρὸς Έβραίους         | Epistula ad Hebraeos            | Евр        | Heb        | H          | 60-е или, что вероятнее 80-е годы. Автор неизвестен, ученые отказались от предположения, что им был апостол Павел |

## Авторство посланий
Все послания, кроме послания к Евреям, начинаются с имени Павла (Παῦλος). 
Сторонники критической школы считают, что не все послания, подписанные именем Павла в Новом Завете, ему принадлежат. Несомненно принадлежащие апостолу Павлу и называемые ими протопаулинистскими (прото (перво) − павловыми) они считают семь из них: 
- к Римлянам,
- 1-е к Коринфянам,
- 2-е к Коринфянам,
- к Галатам,
- к Филиппийцам,
- 1-е к Фессалоникийцам,
- к Филимону.

Относительно авторства шести посланий — к Колоссянам, к Ефесянам, второго послания к Фессалоникийцам, первого и второго посланий к Тимофею и послания к Титу — среди библеистов нет единой точки зрения. Учёные, отрицающие написание этих посланий апостолом Павлом, считают, что они были написаны от лица Павла уже после его смерти, вплоть до II в. н. э. Эти тексты принято называть девтеропаулинистскими (девтеро (второ) — павловыми).
Примерно одинаково число сторонников и оппонентов авторства Павла для двух посланий:
- к Колоссянам
- 2-е к Фессалоникийцам

Четыре послания считают псевдонимным примерно 80% сторонников критической школы: 
- к Ефесянам (предполагается, что оно было написано как продолжение или послесловие к посланию к Колоссянам)
- 1-е к Тимофею
- 2-е к Тимофею
- к Титу

При этом всё большее число современных учёных, имеющие разные богословские позиции, на основании стилеметрического анализа посланий, приводят доводы в пользу принадлежности Павлу всех 14 посланий, за исключением послания к Евреям. Принадлежность апостолу Павлу послания к Евреям современная западная библейская критика отвергает.

## Апокрифические послания
- Третье послание к Коринфянам
- Послание к Лаодикийцам
- Послание к Александрийцам
- Евангелие от Павла